# Vijf Fragmenten (Sjostakovitsj)
Vijf Fragmenten voor Orkest opus 42 van Dmitri Sjostakovitsj is gecomponeerd in juni 1935. De première van het werk vond pas plaats op 24 april 1964 in Sint-Petersburg. 

## Geschiedenis
Het tijdsverschil tussen componeren en uitvoering is te verklaren uit het feit dat de compositie te modern zou klinken in de oren van de leiding van de Sovjet-Unie en de Bond van Sovjetcomponisten. Sjostakovitsj had net een aanvaring met beide instanties gehad naar aanleiding van zijn opera Lady Macbeth uit het district Mtsensk. Uitvoering kon pas plaatsvinden toen men zich weer wat vrijer kon gaan bewegen, na het overlijden van Stalin en het verdwijnen van zijn beschermelingen uit hoge posten.

## Compositie
De compositie van circa 10 minuten bestaat eigenlijk uit muzikale schetsen:
1. Moderato;
2. Andante;
3. Largo;
4. Moderato;
5. Allegretto.

De compositie wordt gezien als een vingeroefening voor de 4e symfonie.